# Abel dos Santos
Abel dos Santos (* 27. Februar 1974 in Dare, Dili, Portugiesisch-Timor) ist ein osttimoresischer Politiker. Er ist Mitglied der Partidu Libertasaun Popular (PLP) und Koordinator der Partei in der Gemeinde Dili.
Er ist Geschäftsmann und war Interim-Konsul in Kupang. Außerdem war er Berater beim Staatssekretariat für Umwelt.
Bei den Parlamentswahlen 2023 trat Lopes auf Platz 5 der Wahlliste der PLP an, die Partei gewann aber nur vier Sitze im Parlament. Da aber Taur Matan Ruak auf seinen Abgeordnetensitz verzichtete, rückte Santos in das 6. Nationalparlament Osttimors nach. Im Parlament ist Santos Mitglied des Ausschusses für Außenangelegenheiten, Verteidigung und Sicherheit (Kommission B).